# Lista de distritos da Índia

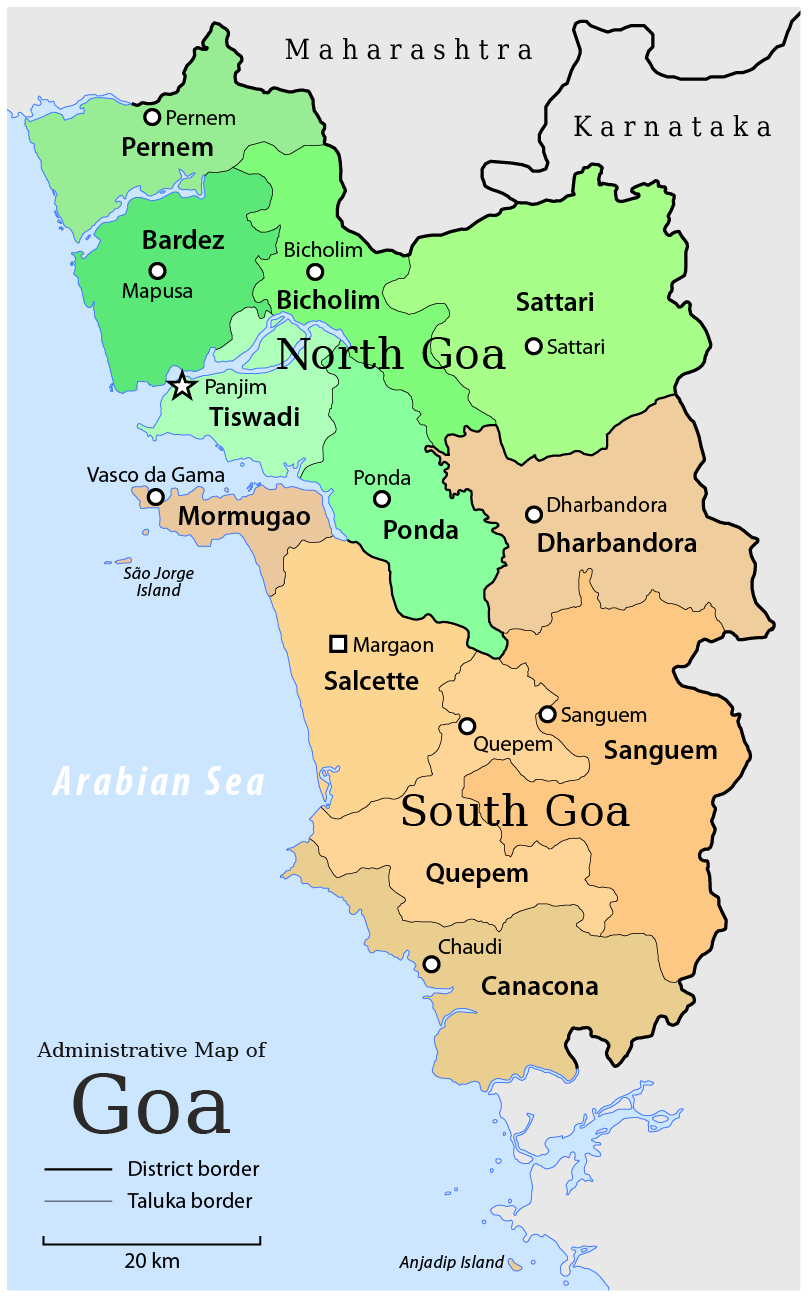
Goa é um estado dividido em dois distritos (Goa Norte e Goa Sul). Cada distrito goês divide-se, por sua vez, em vários concelhos.

Um distrito é uma divisão administrativa de um  estado indiano. A Índia está dividida em 28 estados, seis territórios da União (UT) e um território da capital nacional.

## Lista de distritos
| Estados | Estados           | Estados | Estados | Estados           | Estados |
| #       | Estado            | Dist.   | #       | Estado            | Dist.   |
| ------- | ----------------- | ------- | ------- | ----------------- | ------- |
| 1       | Andhra Pradesh    | 23      | 15      | Maharashtra       | 35      |
| 2       | Arunachal Pradesh | 15      | 16      | Manipur           | 9       |
| 3       | Assam             | 23      | 17      | Meghalaya         | 7       |
| 4       | Bihar             | 37      | 18      | Mizoram           | 8       |
| 5       | Chhattisgarh      | 16      | 19      | Nagaland          | 8       |
| 6       | Goa               | 2       | 20      | Orissa            | 30      |
| 7       | Gujarat           | 25      | 21      | Punjabe           | 19      |
| 8       | Haryana           | 19      | 22      | Rajastão          | 32      |
| 9       | Himachal Pradesh  | 12      | 23      | Sikkim            | 4       |
| 10      | Jammu e Caxemira  | 14      | 24      | Tamil Nadu        | 30      |
| 11      | Jharkhand         | 22      | 25      | Tripura           | 4       |
| 12      | Karnataka         | 27      | 26      | Uttaranchal       | 13      |
| 13      | Kerala            | 14      | 27      | Uttar Pradesh     | 70      |
| 14      | Madhya Pradesh    | 48      | 28      | Bengala Ocidental | 18      |

| Territórios da União | Territórios da União    | Territórios da União | Territórios da União | Territórios da União | Territórios da União |
| #                    | TU                      | Dist.                | #                    | TU                   | Dist.                |
| -------------------- | ----------------------- | -------------------- | -------------------- | -------------------- | -------------------- |
| A                    | Ilhas Andaman e Nicobar | 2                    | E                    | Laquedivas           | 1                    |
| B                    | Chandigarh              | 1                    | F                    | Pondicherry          | 4                    |
| C                    | Dadrá e Nagar-Aveli     | 1                    | G                    | Deli                 | 9                    |
| D                    | Damão e Diu             | 1                    |                      |                      |                      |

| Total: | 602 |
| ------ | --- |

### Ilhas Andaman e Nicobar(AN)
| Código | Distrito | Capital     | População (2001) | Área (km²) | Densidade (/km²) |
| ------ | -------- | ----------- | ---------------- | ---------- | ---------------- |
| AN     | Andaman  | Port Blair  | 314,239          | 6,408      | 49               |
| NI     | Nicobar  | Car Nicobar | 42,026           | 1,841      | 23               |

### Andhra Pradesh(AP)
| Código | Distrito           | Capital        | População (2001) | Área (km²) | Densidade (/km²) |
| ------ | ------------------ | -------------- | ---------------- | ---------- | ---------------- |
| AD     | Adilabad           | Adilabad       | 2,479,347        | 16,105     | 154              |
| AN     | Anantapur          | Anantapur      | 3,639,304        | 19,130     | 190              |
| CH     | Chittoor           | Chittoor       | 3,735,202        | 15,152     | 247              |
| EG     | Govadari Oriental  | Kakinada       | 4,872,622        | 10,807     | 451              |
| GU     | Guntur             | Guntur         | 4,405,521        | 11,391     | 387              |
| HY     | Haiderabade        | Haiderabade    | 3,686,460        | 217        | 16,988           |
| CU     | Kadapa             | Kadapa         | 2,573,481        | 15,359     | 168              |
| KA     | Karimnagar         | Karimnagar     | 3,477,079        | 11,823     | 294              |
| KH     | Khammam            | Khammam        | 2,565,412        | 16,029     | 160              |
| KR     | Krishna            | Machilipatnam  | 4,218,416        | 8,727      | 483              |
| KU     | Kurnool            | Kurnool        | 3,512,266        | 17,658     | 199              |
| MA     | Mahbubnagar        | Mahbubnagar    | 3,506,876        | 18,432     | 190              |
| ME     | Medak              | Sangareddi     | 2,662,296        | 9,699      | 274              |
| NA     | Nalgonda           | Nalgonda       | 3,238,449        | 14,240     | 227              |
| NE     | Nellore            | Nellore        | 2,659,661        | 13,076     | 203              |
| NI     | Nizamabad          | Nizamabad      | 2,342,803        | 7,956      | 294              |
| PR     | Prakasam           | Ongole         | 3,054,941        | 17,626     | 173              |
| RA     | Rangareddi         | Kongara Kalan  | 3,506,670        | 7,493      | 468              |
| SR     | Srikakulam         | Srikakulam     | 2,528,491        | 5,837      | 433              |
| VS     | Vishakhapatnam     | Vishakhapatnam | 3,789,823        | 11,161     | 340              |
| VZ     | Vizianagaram       | Vizianagaram   | 2,245,103        | 6,539      | 343              |
| WA     | Warangal           | Warangal       | 3,231,174        | 12,846     | 252              |
| WG     | Godavari Ocidental | Eluru          | 3,796,144        | 7,742      | 490              |

### Arunachal Pradesh(AR)
| Código | Distrito         | Capital   | População (2001) | Área (km²) | Densidade (/km²) |
| ------ | ---------------- | --------- | ---------------- | ---------- | ---------------- |
| CH     | Changlang        | Changlang | 124,994          | 4,662      | 27               |
| DV     | Vale do Dibang   | Anini     | 57,543           | 13,029     | 4                |
| EK     | Kameng Oriental  | Seppa     | 57,065           | 4,134      | 14               |
| ES     | Siang Oriental   | Pasighat  | 87,430           | 4,005      | 22               |
| LB     | Baixo Subansiri  | Ziro      | 97,614           | 10,135     | 10               |
| LO     | Lohit            | Tezu      | 143,478          | 11,402     | 13               |
| PA     | Papum Pare       | Yupia     | 121,750          | 2,875      | 42               |
| TA     | Tawang           | Tawang    | 34,705           | 2,172      | 16               |
| TI     | Tirap            | Khonsa    | 100,227          | 2,362      | 42               |
| UB     | Alto Subansiri   | Daporijo  | 54,995           | 7,032      | 8                |
| US     | Upper Siang      | Yingkiong | 33,146           | 6,188      | 5                |
| WK     | Kameng Ocidental | Bomdila   | 74,595           | 7,422      | 10               |
| WS     | Siang Ocidental  | Along     | 103,575          | 8,325      | 12               |

### Assam(AS)
| Código | Distrito           | Capital    | População (2001) | Área (km²) | Densidade (/km²) |
| ------ | ------------------ | ---------- | ---------------- | ---------- | ---------------- |
| BA     | Barpeta            | Barpeta    | 1,642,420        | 3,245      | 506              |
| BO     | Bongaigaon         | Bongaigaon | 906,315          | 2,510      | 361              |
| CA     | Cachar             | Silchar    | 1,442,141        | 3,786      | 381              |
| DA     | Darrang            | Mangaldai  | 1,503,943        | 3,481      | 432              |
| DB     | Dhubri             | Dhubri     | 1,634,589        | 2,838      | 576              |
| DI     | Dibrugarh          | Dibrugarh  | 1,172,056        | 3,381      | 347              |
| DM     | Dhemaji            | Dhemaji    | 569,468          | 3,237      | 176              |
| GG     | Golaghat           | Golaghat   | 945,781          | 3,502      | 270              |
| GP     | Goalpara           | Goalpara   | 822,306          | 1,824      | 451              |
| HA     | Hailakandi         | Hailakandi | 542,978          | 1,327      | 409              |
| JO     | Jorhat             | Jorhat     | 1,009,197        | 2,851      | 354              |
| KA     | Karbi Anglong      | Diphu      | 812,320          | 10,434     | 78               |
| KK     | Kokrajhar          | Kokrajhar  | 930,404          | 3,129      | 297              |
| KP     | Kamrup             | Guwahati   | 2,515,030        | 4,345      | 579              |
| KR     | Karimganj          | Karimganj  | 1,003,678        | 1,809      | 555              |
| LA     | Lakhimpur          | Lakhimpur  | 889,325          | 2,277      | 391              |
| MA     | Marigaon           | Marigaon   | 775,874          | 1,704      | 455              |
| NC     | North Cachar Hills | Haflong    | 186,189          | 4,888      | 38               |
| NG     | Nagaon             | Nagaon     | 2,315,387        | 3,831      | 604              |
| NL     | Nalbari            | Nalbari    | 1,138,184        | 2,257      | 504              |
| SI     | Sibsagar           | Sibsagar   | 1,052,802        | 2,668      | 395              |
| SO     | Sonitpur           | Tezpur     | 1,677,874        | 5,324      | 315              |
| TI     | Tinsukia           | Tinsukia   | 1,150,146        | 3,790      | 303              |

### Bihar(BR)
| Código | Distrito           | Capital      | População (2001) | Área (km²) | Densidade (/km²) |
| ------ | ------------------ | ------------ | ---------------- | ---------- | ---------------- |
| AR     | Araria             | Araria       | 2,124,831        | 2,829      | 751              |
| AU     | Aurangabad         | Aurangabad   | 2,004,960        | 3,303      | 607              |
| BA     | Banka              | Banka        | 1,608,778        | 3,018      | 533              |
| BE     | Begusarai          | Begusarai    | 2,342,989        | 1,917      | 1,222            |
| BG     | Bhagalpur          | Bhagalpur    | 2,430,331        | 2,569      | 946              |
| BJ     | Bhojpur            | Ara          | 2,233,415        | 2,473      | 903              |
| BU     | Buxar              | Buxar        | 1,403,462        | 1,624      | 864              |
| DA     | Darbhanga          | Darbhanga    | 3,285,473        | 2,278      | 1,442            |
| EC     | Purba Champaran    | Motihari     | 3,933,636        | 3,969      | 991              |
| GA     | Gaya               | Gaya         | 3,464,983        | 4,978      | 696              |
| GO     | Gopalganj          | Gopalganj    | 2,149,343        | 2,033      | 1,057            |
| JA     | Jamui              | Jamui        | 1,397,474        | 3,099      | 451              |
| JE     | Jehanabad          | Jehanabad    | 1,511,406        | 1,569      | 963              |
| KH     | Khagaria           | Khagaria     | 1,276,677        | 1,486      | 859              |
| KI     | Kishanganj         | Kishanganj   | 1,294,063        | 1,884      | 687              |
| KM     | Kaimur             | Bhabua       | 1,284,575        | 3,363      | 382              |
| KT     | Katihar            | Katihar      | 2,389,533        | 3,056      | 782              |
| LA     | Lakhisarai         | Lakhisarai   | 801,173          | 1,229      | 652              |
| MB     | Madhubani          | Madhubani    | 3,570,651        | 3,501      | 1,020            |
| MG     | Munger             | Munger       | 1,135,499        | 1,419      | 800              |
| MP     | Madhepura          | Madhepura    | 1,524,596        | 1,787      | 853              |
| MZ     | Muzaffarpur        | Muzaffarpur  | 3,743,836        | 3,173      | 1,180            |
| NL     | Nalanda            | Bihar Sharif | 2,368,327        | 2,354      | 1,006            |
| NW     | Nawada             | Nawada       | 1,809,425        | 2,492      | 726              |
| PA     | Patna              | Patna        | 4,709,851        | 3,202      | 1,471            |
| PU     | Purnia             | Purnia       | 2,540,788        | 3,228      | 787              |
| RO     | Rohtas             | Susaram      | 2,448,762        | 3,850      | 636              |
| SH     | Saharsa            | Saharsa      | 1,506,418        | 1,702      | 885              |
| SM     | Samastipur         | Samastipur   | 3,413,413        | 2,905      | 1,175            |
| SO     | Sheohar            | Sheohar      | 514,288          | 443        | 1,161            |
| SP     | Sheikhpura         | Sheikhpura   | 525,137          | 689        | 762              |
| SR     | Saran              | Chhapra      | 3,251,474        | 2,641      | 1,231            |
| ST     | Sitamarhi          | Sitamarhi    | 2,669,887        | 2,199      | 1,214            |
| SU     | Supaul             | Supaul       | 1,745,069        | 2,410      | 724              |
| SW     | Siwan              | Siwan        | 2,708,840        | 2,219      | 1,221            |
| VA     | Vaishali           | Hajipur      | 2,712,389        | 2,036      | 1,332            |
| WC     | Pashchim Champaran | Bettiah      | 3,043,044        | 5,229      | 582              |

### Chandigarh(CH)
| Código | Distrito   | Capital | População (2001) | Área (km²) | Densidade (/km²) |
| ------ | ---------- | ------- | ---------------- | ---------- | ---------------- |
| CH     | Chandigarh | —       | 900,914          | 114        | 7,903            |

### Chhattisgarh(CG)
| Código | Distrito       | Capital     | População (2001) | Área (km²) | Densidade (/km²) |
| ------ | -------------- | ----------- | ---------------- | ---------- | ---------------- |
| BA     | Bastar         | Jagdalpur   | 1,302,253        | 14,968     | 87               |
| BI     | Bilaspur       | Bilaspur    | 1,993,042        | 8,270      | 241              |
| DA     | Dantewada      | Dantewada   | 719,065          | 17,538     | 41               |
| DH     | Dhamtari       | Dhamtari    | 703,569          | 3,383      | 208              |
| DU     | Durg           | Durg        | 2,801,757        | 8,542      | 328              |
| JA     | Jashpur        | Jashpur     | 739,780          | 5,825      | 127              |
| JC     | Janjgir-Champa | Janjgir     | 1,316,140        | 3,848      | 342              |
| KB     | Korba          | Korba       | 1,012,121        | 6,615      | 153              |
| KJ     | Koriya         | Koriya      | 585,455          | 6,578      | 89               |
| KK     | Kanker         | Kanker      | 651,333          | 6,513      | 100              |
| KW     | Kawardha       | Kawardha    | 584,667          | 4,237      | 138              |
| MA     | Mahasamund     | Mahasamund  | 860,176          | 4,779      | 180              |
| RG     | Raigarh        | Raigarh     | 1,265,084        | 7,068      | 179              |
| RN     | Rajnandgaon    | Rajnandgaon | 1,281,811        | 8,062      | 159              |
| RP     | Raipur         | Raipur      | 3,009,042        | 13,083     | 230              |
| SU     | Surguja        | Ambikapur   | 1,970,661        | 15,765     | 125              |

### Dadrá e Nagar-Aveli(DN)
| Código | Distrito            | Capital  | População (2001) | Área (km²) | Densidade (/km²) |
| ------ | ------------------- | -------- | ---------------- | ---------- | ---------------- |
| DN     | Dadrá e Nagar-Aveli | Silvassa | 220,451          | 491        | 449              |

### Damão e Diu(DD)
| Código | Distrito | Capital | População (2001) | Área (km²) | Densidade (/km²) |
| ------ | -------- | ------- | ---------------- | ---------- | ---------------- |
| DA     | Damão    | —       | 113,949          | 72         | 1,583            |
| DI     | Diu      | —       | 44,110           | 40         | 1,103            |

### Deli(DL)
| Código | Distrito | Capital | População (2001) | Área (km²) | Densidade (/km²) |
| ------ | -------- | ------- | ---------------- | ---------- | ---------------- |
| DL     | Deli     | Deli    | 13,782,976       | 1,483      | 9,294            |

### Goa(GA)
| Código | Distrito  | Capital         | População (2001) | Área (km²) | Densidade (/km²) |
| ------ | --------- | --------------- | ---------------- | ---------- | ---------------- |
| NG     | Goa Norte | Pangim (Panaji) | 757,407          | 1,736      | 436              |
| SG     | Goa Sul   | Margão          | 586,591          | 1,966      | 298              |

### Gujarat(GJ)
| Código | Distrito           | Capital(ais)  | População (2001) | Área (km²) | Densidade (/km²) |
| ------ | ------------------ | ------------- | ---------------- | ---------- | ---------------- |
| AH     | Ahmedabad          | Ahmedabad     | 5,808,378        | 8,707      | 667              |
| AM     | Distrito de Amreli | Amreli        | 1,393,295        | 6,760      | 206              |
| AN     | Anand              | Anand         | 1,856,712        | 2,942      | 631              |
| BK     | Banaskantha        | Palanpur      | 2,502,843        | 12,703     | 197              |
| BR     | Bharuch            | Bharuch       | 1,370,104        | 6,524      | 210              |
| BV     | Bhavnagar          | Bhavnagar     | 2,469,264        | 11,155     | 221              |
| DA     | Dahod              | Dahod         | 1,635,374        | 3,642      | 449              |
| DG     | Dang               | Ahwa          | 186,712          | 1,764      | 106              |
| GA     | Gandhinagar        | Gandhinagar   | 1,334,731        | 649        | 2,057            |
| JA     | Jamnagar           | Jamnagar      | 1,913,685        | 14,125     | 135              |
| JU     | Junagadh           | Junagadh      | 2,448,427        | 8,839      | 277              |
| KA     | Kutch              | Bhuj          | 1,526,321        | 45,652     | 33               |
| KH     | Kheda              | Kheda         | 2,023,354        | 4,215      | 480              |
| MA     | Mehsana            | Mehsana       | 1,837,696        | 4,386      | 419              |
| NR     | Narmada            | Rajpipla      | 514,083          | 2,749      | 187              |
| NV     | Navsari            | Navsari       | 1,229,250        | 2,211      | 556              |
| PA     | Patan              | Patan         | 1,181,941        | 5,738      | 206              |
| PM     | Panchmahal         | Godhra        | 2,024,883        | 5,219      | 388              |
| PO     | Porbandar          | Porbandar     | 536,854          | 2,294      | 234              |
| RA     | Rajkot             | Rajkot        | 3,157,676        | 11,203     | 282              |
| SK     | Sabarkantha        | Himmatnagar   | 2,083,416        | 7,390      | 282              |
| SN     | Surendranagar      | Surendranagar | 1,515,147        | 10,489     | 144              |
| ST     | Surat              | Surat         | 4,996,391        | 7,657      | 653              |
| VD     | Vadodara           | Vadodara      | 3,639,775        | 7,794      | 467              |
| VL     | Valsad             | Valsad        | 1,410,680        | 3,034      | 465              |

### Haryana(HR)
| Código | Distrito     | Capital(ais) | População (2001) | Área (km²) | Densidade (/km²) |
| ------ | ------------ | ------------ | ---------------- | ---------- | ---------------- |
| AM     | Ambala       | Ambala       | 1,013,660        | 1,569      | 646              |
| BH     | Bhiwani      | Bhiwani      | 1,424,554        | 5,140      | 277              |
| FR     | Faridabad    | Faridabad    | 2,193,276        | 2,105      | 1,042            |
| FT     | Fatehabad    | Fatehabad    | 806,158          | 2,491      | 324              |
| GU     | Gurgaon      | Gurgaon      | 1,657,669        | 2,760      | 601              |
| HI     | Hissar       | Hissar       | 1,536,417        | 3,788      | 406              |
| JH     | Jhajjar      | Jhajjar      | 887,392          | 1,868      | 475              |
| JI     | Jind         | Jind         | 1,189,725        | 2,736      | 435              |
| KR     | Karnal       | Karnal       | 1,274,843        | 2,471      | 516              |
| KT     | Kaithal      | Kaithal      | 945,631          | 2,799      | 338              |
| KU     | Kurukshetra  | Kurukshetra  | 828,120          | 1,217      | 680              |
| MA     | Mahendragarh | Narnaul      | 812,022          | 1,683      | 482              |
| PK     | Panchkula    | Panchkula    | 469,210          | 816        | 575              |
| PP     | Panipat      | Panipat      | 967,338          | 1,250      | 774              |
| RE     | Rewari       | Rewari       | 764,727          | 1,559      | 491              |
| RO     | Rohtak       | Rohtak       | 940,036          | 1,668      | 564              |
| SI     | Sirsa        | Sirsa        | 1,111,012        | 4,276      | 260              |
| SO     | Sonepat      | Sonepat      | 1,278,830        | 2,260      | 566              |
| YN     | Yamuna Nagar | Yamuna Nagar | 982,369          | 1,756      | 559              |
| ME     | Mewat        | Nuh          | -                | -          | -                |

### Himachal Pradesh(HP)
| Código | Distrito            | Capital(ais)                | População (2001) | Área (km²) | Densidade (/km²) |
| ------ | ------------------- | --------------------------- | ---------------- | ---------- | ---------------- |
| BI     | Bilaspur            | Bilaspur                    | 340,735          | 1,167      | 292              |
| CH     | Chamba              | Chamba                      | 460,499          | 6,528      | 71               |
| HA     | Hamirpur            | Hamirpur (Himachal Pradesh) | 412,009          | 1,118      | 369              |
| KA     | Distrito de Kangra  | Dharamasala                 | 1,338,536        | 5,739      | 233              |
| KI     | Kinnaur             | Reckong Peo                 | 83,950           | 6,401      | 13               |
| KU     | Kulu                | Kulu                        | 379,865          | 5,503      | 69               |
| LS     | Lahaul e Spiti      | Keylong                     | 33,224           | 13,835     | 2                |
| MA     | Mandi               | Mandi                       | 900,987          | 3,950      | 228              |
| SH     | Shimla              | Shimla                      | 721,745          | 5,131      | 141              |
| SI     | Distrito de Sirmaur | Nahan                       | 458,351          | 2,825      | 162              |
| SO     | Solan               | Solan                       | 499,380          | 1,936      | 258              |
| UN     | Una                 | Una                         | 447,967          | 1,540      | 291              |

### Jammu e Caxemira(JK)
| Código | Distrito | Capital(ais) | População (2001) | Área (km²) | Densidade (/km²) |
| ------ | -------- | ------------ | ---------------- | ---------- | ---------------- |
| AN     | Anantnag | Anantnag     | 1,170,013        | 3,984      | 294              |
| BD     | Badgam   | Badgam       | 593,768          | 1,371      | 433              |
| BR     | Baramula | Baramula     | 1,166,722        | 4,588      | 254              |
| DO     | Doda     | Doda         | 690,474          | 11,691     | 59               |
| JA     | Jammu    | Jammu        | 1,571,911        | 3,097      | 508              |
| KR     | Kargil   | Kargil       | 115,227          | 14,036     | 8                |
| KT     | Kathua   | Kathua       | 544,206          | 2,651      | 205              |
| KU     | Kupwara  | Kupwara      | 640,013          | 2,379      | 269              |
| LE     | Leh      | Leh          | 117,637          | 82,665     | 1                |
| PO     | Poonch   | Poonch       | 371,561          | 1,674      | 222              |
| PU     | Pulwama  | Pulwama      | 632,295          | 1,398      | 452              |
| RA     | Rajauri  | Rajauri      | 478,595          | 2,630      | 182              |
| SR     | Srinagar | Srinagar     | 1,238,530        | 2,228      | 556              |
| UD     | Udhampur | Udhampur     | 738,965          | 4,550      | 162              |

### Jharkhand(JH)
| Código | Distrito                    | Capital(ais) | População (2001) | Área (km²) | Densidade (/km²) |
| ------ | --------------------------- | ------------ | ---------------- | ---------- | ---------------- |
| BO     | Bokaro                      | Bokaro       | 1,775,961        | 2,861      | 621              |
| CH     | Chatra                      | Chatra       | 790,680          | 3,700      | 214              |
| DE     | Deoghar                     | Deoghar      | 1,161,370        | 2,479      | 468              |
| DH     | Dhanbad                     | Dhanbad      | 2,394,434        | 2,075      | 1,154            |
| DU     | Dumka                       | Dumka        | 1,754,571        | 5,518      | 318              |
| ES     | Distrito de Purba Singhbhum | Jamshedpur   | 1,978,671        | 3,533      | 560              |
| GA     | Garhwa                      | Garhwa       | 1,034,151        | 4,064      | 254              |
| GI     | Giridih                     | Giridih      | 1,901,564        | 4,887      | 389              |
| GO     | Godda                       | Godda        | 1,047,264        | 2,110      | 496              |
| GU     | Gumla                       | Gumla        | 1,345,520        | 9,091      | 148              |
| HA     | Hazaribagh                  | Hazaribagh   | 2,277,108        | 6,154      | 370              |
| KO     | Koderma                     | Koderma      | 498,683          | 1,312      | 380              |
| LO     | Lohardaga                   | Lohardaga    | 364,405          | 1,494      | 244              |
| PK     | Pacur                       | Pacur        | 701,616          | 1,805      | 389              |
| PL     | Palamu                      | Daltonganj   | 2,092,004        | 8,717      | 240              |
| RA     | Ranchi                      | Ranchi       | 2,783,577        | 7,974      | 349              |
| SA     | Sahibganj                   | Sahibganj    | 927,584          | 1,599      | 580              |
| WS     | Pashchim Singhbhum          | Chabasa      | 2,080,265        | 9,906      | 210              |

### Karnataka(KA)
| Código | Distrito                     | Capital(ais)   | População (2001) | Área (km²) | Densidade (/km²) |
| ------ | ---------------------------- | -------------- | ---------------- | ---------- | ---------------- |
| BD     | Bidar                        | Bidar          | 1,501,374        | 5,448      | 276              |
| BG     | Belgaum                      | Belgaum        | 4,207,264        | 13,415     | 314              |
| BJ     | Bijapur                      | Bijapur        | 1,808,863        | 10,517     | 172              |
| BK     | Bagalkot                     | Bagalkot       | 1,652,232        | 6,583      | 251              |
| BL     | Bellary                      | Bellary        | 2,025,242        | 8,439      | 240              |
| BN     | Bangalr                      | Bangalor       | 6,523,110        | 2,190      | 2,979            |
| BR     | Distrito de Bangalor Rural   | Bangalor       | 1,877,416        | 5,815      | 323              |
| CJ     | Chamarajnagar                | Chamarajanagar | 964,275          | 5,102      | 189              |
| CK     | Chikmagalur                  | Chikmagalur    | 1,139,104        | 7,201      | 158              |
| CT     | Chitradurga                  | Chitradurga    | 1,510,227        | 8,437      | 179              |
| DA     | Davanagere                   | Davanagere     | 1,789,693        | 5,926      | 302              |
| DH     | Dharwad                      | Dharwad        | 1,603,794        | 4,265      | 376              |
| DK     | Distrito de Dakshina Kannada | Mangalor       | 1,896,403        | 4,559      | 416              |
| GA     | Gadag                        | Gadag          | 971,955          | 4,651      | 209              |
| GU     | Gulbarga                     | Gulbarga       | 3,124,858        | 16,224     | 193              |
| HS     | Haçane                       | Haçane         | 1,721,319        | 6,814      | 253              |
| HV     | Haveri                       | Haveri         | 1,437,860        | 4,825      | 298              |
| KD     | Kodagu                       | Madikeri       | 545,322          | 4,102      | 133              |
| KL     | Kolar                        | Kolar          | 2,523,406        | 8,223      | 307              |
| KP     | Koppal                       | Koppal         | 1,193,496        | 7,190      | 166              |
| MA     | Mandya                       | Mandya         | 1,761,718        | 4,961      | 355              |
| MY     | Mysore                       | Mysore         | 2,624,911        | 6,854      | 383              |
| RA     | Raichur                      | Raichur        | 1,648,212        | 6,839      | 241              |
| SH     | Shimoga                      | Shimoga        | 1,639,595        | 8,495      | 193              |
| TU     | Tumkur                       | Tumkur         | 2,579,516        | 10,598     | 243              |
| UD     | Udupi                        | Udupi          | 1,109,494        | 3,879      | 286              |
| UK     | Uttara Kannada               | Karwar         | 1,353,299        | 10,291     | 132              |

### Kerala(KL)
| Código | Distrito           | Capital(ais)       | População (2001) | Área (km²) | Densidade (/km²) |
| ------ | ------------------ | ------------------ | ---------------- | ---------- | ---------------- |
| AL     | Alappuzha          | Alappuzha          | 2,105,349        | 1,414      | 1,489            |
| ER     | Ernakulam          | Kochi              | 3,098,378        | 2,951      | 1,050            |
| ID     | Idukki             | Painaw             | 1,128,605        | 4,479      | 252              |
| KL     | Kollam             | Kollam             | 2,584,118        | 2,498      | 1,034            |
| KN     | Kannur             | Kannur             | 2,412,365        | 2,966      | 813              |
| KS     | Kasargod           | Kasargod           | 1,203,342        | 1,992      | 604              |
| KT     | Kottayam           | Kottayam           | 1,952,901        | 2,203      | 886              |
| KZ     | Kozhikode          | Kozhikode          | 2,878,498        | 2,345      | 1,228            |
| MA     | Malappuram         | Malappuram         | 3,629,640        | 3,550      | 1,022            |
| PL     | Palakkad           | Palakkad           | 2,617,072        | 4,480      | 584              |
| PT     | Pathanamthitta     | Pathanamthitta     | 1,231,577        | 2,462      | 500              |
| TS     | Thrissur           | Thrissur           | 2,975,440        | 3,032      | 981              |
| TV     | Thiruvananthapuram | Thiruvananthapuram | 3,234,707        | 2,192      | 1,476            |
| WA     | Wayanad            | Kalpetta           | 786,627          | 2,131      | 369              |

### Laquedivas(LD)
| Código | Distrito   | Capital   | População (2001) | Área (km²) | Densidade (/km²) |
| ------ | ---------- | --------- | ---------------- | ---------- | ---------------- |
| LD     | Laquedivas | Kavaratti | 60,595           | 32         | 1,894            |

### Madhya Pradesh(MP)
| Código | Distrito              | Capital(ais) | População (2001) | Área (km²) | Densidade (/km²) |
| ------ | --------------------- | ------------ | ---------------- | ---------- | ---------------- |
| BL     | Balaghat              | Balaghat     | 1,445,760        | 9,229      | 157              |
| BR     | Barwani               | Barwani      | 1,081,039        | 5,432      | 199              |
| BE     | Betul                 | Betul        | 1,394,421        | 10,043     | 139              |
| BD     | Bhind                 | Bhind        | 1,426,951        | 4,459      | 320              |
| BP     | Bhopal                | Bhopal       | 1,836,784        | 2,772      | 663              |
| CT     | Chhatarpur            | Chhatarpur   | 1,474,633        | 8,687      | 170              |
| CN     | Chhindwara            | Chhindwara   | 1,848,882        | 11,815     | 156              |
| DM     | Damoh                 | Damoh        | 1,081,909        | 7,306      | 148              |
| DT     | Datia                 | Datia        | 627,818          | 2,694      | 233              |
| DE     | Dewas                 | Dewas        | 1,306,617        | 7,020      | 186              |
| DH     | Dhar                  | Dhar         | 1,740,577        | 8,153      | 213              |
| DI     | Dindori               | Dindori      | 579,312          | 7,427      | 78               |
| GW     | Gwalior               | Gwalior      | 1,629,881        | 5,465      | 298              |
| HA     | Harda                 | Harda        | 474,174          | 3,339      | 142              |
| HO     | Hoshangabad           | Hoshangabad  | 1,085,011        | 6,698      | 162              |
| IN     | Indore                | Indore       | 2,585,321        | 3,898      | 663              |
| JA     | Jabalpur              | Jabalpur     | 2,167,469        | 5,210      | 416              |
| JH     | Jhabua                | Jhabua       | 1,396,677        | 6,782      | 206              |
| KA     | Katni                 | Katni        | 1,063,689        | 4,947      | 215              |
| EN     | Khandwa (East Nimar)  | Khandwa      | 1,708,170        | 10,779     | 158              |
| WN     | Khargone (West Nimar) | Khargone     | 1,529,954        | 8,010      | 191              |
| ML     | Mandla                | Mandla       | 893,908          | 5,805      | 154              |
| MS     | Mandsaur              | Mandsaur     | 1,183,369        | 5,530      | 214              |
| MO     | Morena                | Morena       | 1,587,264        | 4,991      | 318              |
| NA     | Narsinghpur           | Narsinghpur  | 957,399          | 5,133      | 187              |
| NE     | Neemuch               | Neemuch      | 725,457          | 4,267      | 170              |
| PA     | Panna                 | Panna        | 854,235          | 7,135      | 120              |
| RE     | Rewa                  | Rewa         | 1,972,333        | 6,314      | 312              |
| RG     | Rajgarh               | Rajgarh      | 1,253,246        | 6,143      | 204              |
| RL     | Ratlam                | Ratlam       | 1,214,536        | 4,861      | 250              |
| RS     | Raisen                | Raisen       | 1,120,159        | 8,466      | 132              |
| SG     | Sagar                 | Sagar        | 2,021,783        | 10,252     | 197              |
| ST     | Satna                 | Satna        | 1,868,648        | 7,502      | 249              |
| SR     | Sehore                | Sehore       | 1,078,769        | 6,578      | 164              |
| SO     | Seoni                 | Seoni        | 1,165,893        | 8,758      | 133              |
| SH     | Shahdol               | Shahdol      | 1,572,748        | 9,954      | 158              |
| SJ     | Shajapur              | Shajapur     | 1,290,230        | 6,196      | 208              |
| SP     | Sheopur               | Sheopur      | 559,715          | 6,585      | 85               |
| SV     | Shivpuri              | Shivpuri     | 1,440,666        | 10,290     | 140              |
| SI     | Sidhi                 | Sidhi        | 1,830,553        | 10,520     | 174              |
| TI     | Tikamgarh             | Tikamgarh    | 1,203,160        | 5,055      | 238              |
| UJ     | Ujjain                | Ujjain       | 1,709,885        | 6,091      | 281              |
| UM     | Umaria                | Umaria       | 515,851          | 4,062      | 127              |
| VI     | Vidisha               | Vidisha      | 1,214,759        | 7,362      | 165              |

### Maharashtra(MH)
| Código | Distrito         | Capital(ais)  | População (2001) | Área (km²) | Densidade (/km²) |
| ------ | ---------------- | ------------- | ---------------- | ---------- | ---------------- |
| AH     | Ahmednagar       | Ahmednagar    | 4,088,077        | 17,048     | 240              |
| AK     | Akola            | Akola         | 1,629,305        | 5,429      | 300              |
| AM     | Amrawati         | Amravati      | 2,606,063        | 12,235     | 213              |
| AU     | Aurangabad       | Aurangabad    | 2,920,548        | 10,107     | 289              |
| BH     | Bhandara         | Bhandara      | 1,135,835        | 3,890      | 292              |
| BI     | Beed             | Beed          | 2,159,841        | 10,693     | 202              |
| BU     | Buldhana         | Buldhana      | 2,226,328        | 9,661      | 230              |
| CH     | Chandrapur       | Chandrapur    | 2,077,909        | 11,443     | 182              |
| DH     | Dhule            | Dhule         | 1,708,993        | 8,095      | 211              |
| GA     | Gadchiroli       | Gadchiroli    | 969,960          | 14,412     | 67               |
| GO     | Gondiya          | Gondiya       | 1,200,151        | 5,431      | 221              |
| HI     | Hingoli          | Hingoli       | 986,717          | 4,526      | 218              |
| JG     | Jalgaon          | Jalgaon       | 3,679,936        | 11,765     | 313              |
| JN     | Jalna            | Jalna         | 1,612,357        | 7,718      | 209              |
| KO     | Kolhapur         | Kolhapur      | 3,515,413        | 7,685      | 457              |
| LA     | Latur            | Latur         | 2,078,237        | 7,157      | 290              |
| MC     | Cidade de Mumbai | —             | 3,326,837        | 69         | 48,215           |
| MU     | Mumbai suburbano | Bandra (East) | 8,587,561        | 534        | 16,082           |
| NB     | Nandurbar        | Nandurbar     | 1,309,135        | 5,055      | 259              |
| ND     | Nanded           | Nanded        | 2,868,158        | 10,528     | 272              |
| NG     | Nagpur           | Nagpur        | 4,051,444        | 9,892      | 410              |
| NS     | Nashik           | Nashik        | 4,987,923        | 15,539     | 321              |
| OS     | Osmanabad        | Osmanabad     | 1,472,256        | 7,569      | 195              |
| PA     | Parbhani         | Parbhani      | 1,491,109        | 6,511      | 229              |
| PU     | Pune             | Pune          | 7,224,224        | 15,643     | 462              |
| RG     | Raigad           | Raigad        | 2,205,972        | 7,152      | 308              |
| RT     | Ratnagiri        | Ratnagiri     | 1,696,482        | 8,208      | 207              |
| SI     | Sindhudurg       | Oras          | 861,672          | 5,207      | 165              |
| SN     | Sangli           | Sangli        | 2,581,835        | 8,572      | 301              |
| SO     | Solapur          | Solapur       | 3,855,383        | 14,895     | 259              |
| ST     | Satara           | Satara        | 2,796,906        | 10,475     | 267              |
| TH     | Thane            | Thane         | 8,128,833        | 9,558      | 850              |
| WR     | Wardha           | Wardha        | 1,230,640        | 6,309      | 195              |
| WS     | Washim           | Washim        | 1,019,725        | 5,155      | 198              |
| YA     | Yavatmal         | Yavatmal      | 2,460,482        | 13,582     | 181              |

### Manipur(MN)
| Código | Distrito      | Capital(ais)  | População (2001) | Área (km²) | Densidade (/km²) |
| ------ | ------------- | ------------- | ---------------- | ---------- | ---------------- |
| BI     | Bishnupur     | Bishnupur     | 205,907          | 496        | 415              |
| CC     | Churachandpur | Churachandpur | 228,707          | 4,574      | 50               |
| CD     | Chandel       | Chandel       | 122,714          | 3,317      | 37               |
| EI     | Imphal East   | Porompat      | 393,780          | 710        | 555              |
| SE     | Senapati      | Senapati      | 379,214          | 3,269      | 116              |
| TA     | Tamenglong    | Tamenglong    | 111,493          | 4,460      | 25               |
| TH     | Thoubal       | Thoubal       | 366,341          | 514        | 713              |
| UK     | Ukhrul        | Ukhrul        | 140,946          | 4,547      | 31               |
| WI     | Imphal West   | Lamphelpat    | 439,532          | 519        | 847              |

### Meghalaya(ML)
| Código | Distrito      | Capital(ais) | População (2001) | Área (km²) | Densidade (/km²) |
| ------ | ------------- | ------------ | ---------------- | ---------- | ---------------- |
| GH     | Garo Hills    | Tura         | 862,473          | 8,167      | 288              |
| KH     | Khasi Hills   | Shillong     | 955,109          | 7,999      | 296              |
| JH     | Jaintia Hills | Jowai        | 488,487          | 6,197      | 158              |

### Mizoram(MZ)
| Código | Distrito  | Capital(ais) | População (2001) | Área (km²) | Densidade (/km²) |
| ------ | --------- | ------------ | ---------------- | ---------- | ---------------- |
| AI     | Aizwal    | Aizwal       | 339,812          | 3,577      | 95               |
| CH     | Champhai  | Champhai     | 101,389          | 3,168      | 32               |
| KO     | Kolasib   | Kolasib      | 60,977           | 1,386      | 44               |
| LA     | Lawngtlai | Lawngtlai    | 73,050           | 2,519      | 29               |
| LU     | Lunglei   | Lunglei      | 137,155          | 4,572      | 30               |
| MA     | Mamit     | Mamit        | 62,313           | 2,967      | 21               |
| SA     | Saiha     | Saiha        | 60,823           | 1,414      | 43               |
| SE     | Serchhip  | Serchhip     | 55,539           | 1,424      | 39               |

### Nagaland(NL)
| Código | Distrito   | Capital(ais) | População (2001) | Área (km²) | Densidade (/km²) |
| ------ | ---------- | ------------ | ---------------- | ---------- | ---------------- |
| DI     | Dimapur    | Dimapur      | 308,382          | 926        | 333              |
| KO     | Kohima     | Kohima       | 314,366          | 3,113      | 101              |
| MK     | Mokokchung | Mokokchung   | 227,230          | 1,615      | 141              |
| MN     | Mon        | Mon          | 259,604          | 1,786      | 145              |
| PH     | Phek       | Phek         | 148,246          | 2,026      | 73               |
| TU     | Tuensang   | Tuensang     | 414,801          | 4,228      | 98               |
| WO     | Wokha      | Wokha        | 161,098          | 1,628      | 99               |
| ZU     | Zunheboto  | Zunheboto    | 154,909          | 1,255      | 123              |

### Orissa(OR)
| Código | Distrito                | Capital(ais)   | População (2001) | Área (km²) | Densidade (/km²) |
| ------ | ----------------------- | -------------- | ---------------- | ---------- | ---------------- |
| AN     | Angul                   | Angul          | 1,139,341        | 6,347      | 180              |
| BD     | Boudh (Bauda)           | Boudh          | 373,038          | 4,289      | 87               |
| BH     | Bhadrak                 | Bhadrak        | 1,332,249        | 2,788      | 478              |
| BL     | Bolangir (Balangir)     | Balangir       | 1,335,760        | 6,552      | 204              |
| BR     | Bargarh (Baragarh)      | Bargarh        | 1,345,601        | 5,832      | 231              |
| BW     | Baleswar (Balasore)     | Baleswar       | 2,023,056        | 3,706      | 546              |
| CU     | Cuttack                 | Cuttack        | 2,340,686        | 3,915      | 598              |
| DE     | Debagarh (Deogarh)      | Deogarh        | 274,095          | 2,781      | 99               |
| DH     | Dhenkanal               | Dhenkanal      | 1,065,983        | 4,597      | 232              |
| GN     | Ganjam                  | Chhatrapur     | 3,136,937        | 8,033      | 391              |
| GP     | Gajapati                | Paralakhemundi | 518,448          | 3,056      | 170              |
| JH     | Jharsuguda              | Jharsuguda     | 509,056          | 2,202      | 231              |
| JP     | Jajapur (Jajpur)        | Panikoili      | 1,622,868        | 2,885      | 563              |
| JS     | Jagatsinghpur           | Jagatsinghpur  | 1,056,556        | 1,759      | 601              |
| KH     | Khordha                 | Bhubaneswar    | 1,874,405        | 2,888      | 649              |
| KJ     | Kendujhar (Keonjhar)    | Kendujhar      | 1,561,521        | 8,336      | 187              |
| KL     | Kalahandi               | Bhawanipatna   | 1,334,372        | 8,197      | 163              |
| KN     | Kandhamal               | Phulbani       | 647,912          | 6,004      | 108              |
| KO     | Koraput                 | Koraput        | 1,177,954        | 8,534      | 138              |
| KP     | Kendrapara              | Kendrapara     | 1,301,856        | 2,546      | 511              |
| ML     | Malkangiri              | Malkangiri     | 480,232          | 6,115      | 79               |
| MY     | Mayurbhanj              | Baripada       | 2,221,782        | 1,041      | 2,134            |
| NB     | Nabarangpur             | Nabarangapur   | 1,018,171        | 5,135      | 198              |
| NU     | Nuapada                 | Nuapada        | 530,524          | 3,408      | 156              |
| NY     | Nayagarh                | Nayagarh       | 863,934          | 3,954      | 218              |
| PU     | Puri                    | Puri           | 1,498,604        | 3,055      | 491              |
| RA     | Rayagada                | Rayagada       | 823,019          | 7,585      | 109              |
| SA     | Sambalpur               | Sambalpur      | 928,889          | 6,702      | 139              |
| SO     | Subarnapur (Sonepur)    | Subarnapur     | 540,659          | 2,284      | 237              |
| SU     | Sundargarh (Sundergarh) | Sundargarh     | 1,829,412        | 9,942      | 184              |

### Pondicherry(PY)
| Código | Distrito    | Capital(ais) | População (2001) | Área (km²) | Densidade (/km²) |
| ------ | ----------- | ------------ | ---------------- | ---------- | ---------------- |
| KA     | Karaikal    | —            | 170,640          | 160        | 1,067            |
| MA     | Mahe        | —            | 36,823           | 9          | 4,091            |
| PO     | Pondicherry | —            | 735,004          | 293        | 2,509            |
| YA     | Yanam       | —            | 31,362           | 30         | 1,045            |

### Punjabe(PB)
| Código | Distrito        | Capital(ais)    | População (2001) | Área (km²) | Densidade (/km²) |
| ------ | --------------- | --------------- | ---------------- | ---------- | ---------------- |
| AM     | Amritsar        | Amritsar        | 3,074,207        | 5,075      | 606              |
| BA     | Bathinda        | Bathinda        | 1,181,236        | 3,377      | 350              |
| FI     | Firozpur        | Firozpur        | 1,744,753        | 5,865      | 297              |
| FR     | Faridkot        | Faridkot        | 552,466          | 1,472      | 375              |
| FT     | Fatehgarh Sahib | Fatehgarh Sahib | 539,751          | 1,180      | 457              |
| GU     | Gurdaspur       | Gurdaspur       | 2,096,889        | 3,570      | 587              |
| HO     | Hoshiarpur      | Hoshiarpur      | 1,478,045        | 3,310      | 447              |
| JA     | Jalandhar       | Jalandhar       | 1,953,508        | 2,658      | 735              |
| KA     | Kapurthala      | Kapurthala      | 752,287          | 1,646      | 457              |
| LU     | Ludhiana        | Ludhiana        | 3,030,352        | 3,744      | 809              |
| MA     | Mansa           | Mansa           | 688,630          | 2,174      | 317              |
| MO     | Moga            | Moga            | 886,313          | 1,672      | 530              |
| MU     | Muktsar         | Muktsar         | 776,702          | 2,596      | 299              |
| NS     | Nawan Shehar    | Nawan Shehar    | 586,637          | 1,258      | 466              |
| PA     | Patiala         | Patiala         | 1,839,056        | 3,627      | 507              |
| RU     | Rupnagar        | Rupnagar        | 1,110,000        | 2,117      | 524              |
| SA     | Sangrur         | Sangrur         | 1,998,464        | 5,021      | 398              |

### Rajastão(RJ)
| Código | Distrito       | Capital(ais)   | População (2001) | Área (km²) | Densidade (/km²) |
| ------ | -------------- | -------------- | ---------------- | ---------- | ---------------- |
| AJ     | Ajmer          | Ajmer          | 2,180,526        | 8,481      | 257              |
| AL     | Alwar          | Alwar          | 2,990,862        | 8,380      | 357              |
| BI     | Bikaner        | Bikaner        | 1,673,562        | 27,244     | 61               |
| BM     | Barmer         | Barmer         | 1,963,758        | 28,387     | 69               |
| BN     | Banswara       | Banswara       | 1,500,420        | 5,037      | 298              |
| BP     | Bharatpur      | Bharatpur      | 2,098,323        | 5,066      | 414              |
| BR     | Baran          | Baran          | 1,022,568        | 6,955      | 147              |
| BU     | Bundi          | Bundi          | 961,269          | 5,550      | 173              |
| BW     | Bhilwara       | Bhilwara       | 2,009,516        | 10,455     | 192              |
| CR     | Churu          | Churu          | 1,922,908        | 16,830     | 114              |
| CT     | Chittorgarh    | Chittorgarh    | 1,802,656        | 10,856     | 166              |
| DA     | Dausa          | Dausa          | 1,316,790        | 3,429      | 384              |
| DH     | Dholpur        | Dholpur        | 982,815          | 3,084      | 319              |
| DU     | Dungapur       | Dungarpur      | 1,107,037        | 3,770      | 294              |
| GA     | Ganganagar     | Ganganagar     | 1,788,487        | 7,984      | 224              |
| HA     | Hanumangarh    | Hanumangarh    | 1,517,390        | 12,645     | 120              |
| JJ     | Juhnjhunun     | Jhunjhunun     | 1,913,099        | 5,928      | 323              |
| JL     | Jalore         | Jalore         | 1,448,486        | 10,640     | 136              |
| JO     | Jodhpur        | Jodhpur        | 2,880,777        | 22,850     | 126              |
| JP     | Jaipur         | Jaipur         | 5,252,388        | 11,152     | 471              |
| JS     | Jaisalmer      | Jaisalmer      | 507,999          | 38,401     | 13               |
| JW     | Jhalawar       | Jhalawar       | 1,180,342        | 6,219      | 190              |
| KA     | Karauli        | Karauli        | 1,205,631        | 5,530      | 218              |
| KO     | Kota           | Kota           | 1,568,580        | 5,446      | 288              |
| NA     | Nagaur         | Nagaur         | 2,773,894        | 17,718     | 157              |
| PA     | Pali           | Pali           | 1,819,201        | 12,387     | 147              |
| RA     | Rajsamand      | Rajsamand      | 986,269          | 3,853      | 256              |
| SK     | Sikar          | Sikar          | 2,287,229        | 7,732      | 296              |
| SM     | Sawai Madhopur | Sawai Madhopur | 1,116,031        | 4,500      | 248              |
| SR     | Sirohi         | Sirohi         | 850,756          | 5,136      | 166              |
| TO     | Tonk           | Tonk           | 1,211,343        | 7,194      | 168              |
| UD     | Udaipur        | Udaipur        | 2,632,210        | 13,430     | 196              |

### Sikkim(SK)
| Código | Distrito     | Capital(ais) | População (2001) | Área (km²) | Densidade (/km²) |
| ------ | ------------ | ------------ | ---------------- | ---------- | ---------------- |
| ES     | East Sikkim  | Gangtok      | 244,790          | 954        | 257              |
| NS     | North Sikkim | Mangan       | 41,023           | 4,226      | 10               |
| SS     | South Sikkim | Namchi       | 131,506          | 750        | 175              |
| WS     | West Sikkim  | Geyzing      | 123,174          | 1,166      | 106              |

### Tamil Nadu(TN)
| Código | Distrito        | Capital(ais)    | População (2001) | Área (km²) | Densidade (/km²) |
| ------ | --------------- | --------------- | ---------------- | ---------- | ---------------- |
| CH     | Chennai         | Chennai         | 4,216,268        | 174        | 24,231           |
| CO     | Coimbatore      | Coimbatore      | 4,224,107        | 7,469      | 566              |
| CU     | Cuddalore       | Cuddalore       | 2,280,530        | 3,999      | 570              |
| DH     | Dharmapuri      | Dharmapuri      | 2,833,252        | 9,622      | 294              |
| DI     | Dindigul        | Dindigul        | 1,918,960        | 6,058      | 317              |
| ER     | Erode           | Erode           | 2,574,067        | 8,209      | 314              |
| KC     | Conjiverão      | Conjiverão      | 2,869,920        | 4,433      | 647              |
| KK     | Kanyakumari     | Nagercoil       | 1,669,763        | 1,685      | 991              |
| KR     | Karur           | Karur           | 933,791          | 2,896      | 322              |
| MA     | Madurai         | Madurai         | 2,562,279        | 3,676      | 697              |
| NG     | Nagapattinam    | Nagapattinam    | 1,487,055        | 2,716      | 548              |
| NI     | The Nilgiris    | Udagamandalam   | 764,826          | 2,549      | 300              |
| NM     | Namakkal        | Namakkal        | 1,495,661        | 3,429      | 436              |
| PE     | Perambalur      | Perambalur      | 486,971          | 1,752      | 278              |
| PU     | Pudukkottai     | Pudukkottai     | 1,452,269        | 4,651      | 312              |
| RA     | Ramanathapuram  | Ramanathapuram  | 1,183,321        | 4,123      | 287              |
| SA     | Salem           | Salem           | 2,992,754        | 5,220      | 573              |
| SI     | Sivaganga       | Sivaganga       | 1,150,753        | 4,086      | 282              |
| TC     | Tiruchirappalli | Tiruchirappalli | 2,388,831        | 4,407      | 542              |
| TH     | Theni           | Theni           | 1,094,724        | 3,066      | 357              |
| TI     | Tirunelveli     | Tirunelveli     | 2,801,194        | 6,810      | 411              |
| TJ     | Thanjavur       | Thanjavur       | 2,205,375        | 3,397      | 649              |
| TK     | Thoothukudi     | Thoothukudi     | 1,565,743        | 4,621      | 339              |
| TL     | Thiruvallur     | Thiruvallur     | 2,738,866        | 3,424      | 800              |
| TR     | Thiruvarur      | Thiruvarur      | 1,165,213        | 2,161      | 539              |
| TV     | Tiruvannamalai  | Tiruvannamalai  | 2,181,853        | 6,191      | 352              |
| VE     | Vellore         | Vellore         | 3,482,970        | 6,077      | 573              |
| VL     | Villupuram      | Villupuram      | 2,943,917        | 7,217      | 408              |
| VR     | Virudhunagar    | Virudhunagar    | 1,751,548        | 4,288      | 408              |

### Tripura(TR)
| Código | Distrito      | Capital(ais) | População (2001) | Área (km²) | Densidade (/km²) |
| ------ | ------------- | ------------ | ---------------- | ---------- | ---------------- |
| DH     | Dhalai        | Ambassa      | 307,417          | 2,523      | 122              |
| NT     | North Tripura | Kailasahar   | 590,655          | 2,821      | 209              |
| ST     | South Tripura | Udaipur      | 762,565          | 2,152      | 354              |
| WT     | West Tripura  | Agartala     | 1,530,531        | 2,997      | 511              |

### Uttaranchal(UT)
| Código | Distrito                      | Capital(ais) | População (2001) | Área (km²) | Densidade (/km²) |
| ------ | ----------------------------- | ------------ | ---------------- | ---------- | ---------------- |
| AL     | Almora                        | Almora       | 630,446          | 3,090      | 204              |
| BA     | Bageshwar                     | Bageshwar    | 249,453          | 2,310      | 108              |
| CL     | Chamoli                       | Gopeshwar    | 369,198          | 7,692      | 48               |
| CP     | Champawat                     | Champawat    | 224,461          | 1,781      | 126              |
| DD     | Dehradun                      | Dehradun     | 1,279,083        | 3,088      | 414              |
| HA     | Haridwar                      | Haridwar     | 1,444,213        | 2,360      | 612              |
| NA     | Nainital                      | Nainital     | 762,912          | 3,853      | 198              |
| PG     | Distrito de Pauri Garhwal     | Pauri        | 696,851          | 5,438      | 128              |
| PI     | Pithoragharh                  | Pithoragarh  | 462,149          | 7,110      | 65               |
| RP     | Rudraprayag                   | Rudraprayag  | 227,461          | 1,896      | 120              |
| TG     | Tehri Garhwal                 | New Tehri    | 604,608          | 4,085      | 148              |
| US     | Distrito de Udham Singh Nagar | Rudrapur     | 1,234,548        | 2,912      | 424              |
| UT     | Uttarkashi                    | Uttarkashi   | 294,179          | 7,951      | 37               |

### Uttar Pradesh(UP)
| Código | Distrito                        | Capital(ais)   | População (2001) | Área (km²) | Densidade (/km²) |
| ------ | ------------------------------- | -------------- | ---------------- | ---------- | ---------------- |
| AG     | Agra                            | Agra           | 3,611,301        | 4,027      | 897              |
| AH     | Allahabad                       | Allahabad      | 4,941,510        | 5,424      | 911              |
| AL     | Aligarh                         | Aligarh        | 2,990,388        | 3,747      | 798              |
| AN     | Ambedkar Nagar                  | Akbarpur       | 2,025,373        | 2,372      | 854              |
| AU     | Auraiya                         | Auraiya        | 1,179,496        | 2,051      | 575              |
| AZ     | Azamgarh                        | Azamgarh       | 3,950,808        | 4,234      | 933              |
| BB     | Barabanki                       | Barabanki      | 2,673,394        | 3,825      | 699              |
| BD     | Badaun                          | Badaun         | 3,069,245        | 5,168      | 594              |
| BG     | Bagpat                          | Bagpat         | 1,164,388        | 1,345      | 866              |
| BH     | Bahraich                        | Bahraich       | 2,384,239        | 5,745      | 415              |
| BI     | Bijnor                          | Bijnor         | 3,130,586        | 4,561      | 686              |
| BL     | Ballia                          | Ballia         | 2,752,412        | 2,981      | 923              |
| BN     | Distrito de Banda District      | Banda          | 1,500,253        | 4,413      | 340              |
| BP     | Balrampur                       | Balrampur      | 1,684,567        | 2,925      | 576              |
| BR     | Bareilly                        | Bareilly       | 3,598,701        | 4,120      | 873              |
| BS     | Basti                           | Basti          | 2,068,922        | 3,034      | 682              |
| BU     | Bulandshahr                     | Bulandshahr    | 2,923,290        | 3,719      | 786              |
| CD     | Chandauli                       | Chandauli      | 1,639,777        | 2,554      | 642              |
| CT     | Chitrakoot                      | Chitrakootdham | 800,592          | 3,202      | 250              |
| DE     | Deoria                          | Deoria         | 2,730,376        | 2,535      | 1,077            |
| ET     | Etah                            | Etah           | 2,788,270        | 4,446      | 627              |
| EW     | Etawah                          | Etawah         | 1,340,031        | 2,287      | 586              |
| FI     | Firozabad                       | Firozabad      | 2,045,737        | 2,361      | 866              |
| FR     | Farrukhabad                     | Fatehgarh      | 1,577,237        | 2,279      | 692              |
| FT     | Fatehpur                        | Fatehpur       | 2,305,847        | 4,152      | 555              |
| FZ     | Faizabad                        | Faizabad       | 2,087,914        | 2,765      | 755              |
| GB     | Distrito de Gautam Buddha Nagar | Noida          | 1,191,263        | 1,269      | 939              |
| GN     | Gonda                           | Gonda          | 2,765,754        | 4,425      | 625              |
| GP     | Ghazipur                        | Ghazipur       | 3,049,337        | 3,377      | 903              |
| GR     | Gorkakhpur                      | Gorakhpur      | 3,784,720        | 3,325      | 1,138            |
| GZ     | Ghaziabad                       | Ghaziabad      | 3,289,540        | 1,956      | 1,682            |
| HM     | Hamirpur                        | Hamirpur       | 1,042,374        | 4,325      | 241              |
| HR     | Hardoi                          | Hardoi         | 3,397,414        | 5,986      | 568              |
| HT     | Mahamaya Nagar                  | Hathras        | 1,333,372        | 1,752      | 761              |
| JH     | Jhansi                          | Jhansi         | 1,746,715        | 5,024      | 348              |
| JL     | Jalaun                          | Orai           | 1,455,859        | 4,565      | 319              |
| JP     | Distrito de Jyotiba Phule Nagar | Amroha         | 1,499,193        | 2,321      | 646              |
| JU     | Distrito de Jaunpur District    | Jaunpur        | 3,911,305        | 4,038      | 969              |
| KD     | Distrito de Kanpur Dehat        | Akbarpur       | 1,584,037        | 3,143      | 504              |
| KJ     | Kannauj                         | Kannauj        | 1,385,227        | 1,993      | 695              |
| KN     | Kanpur Nagar                    | Kanpur         | 4,137,489        | 3,029      | 1,366            |
| KS     | Kaushambi                       | Kaushambi      | 1,294,937        | 1,837      | 705              |
| KU     | Kushinagar                      | Padarauna      | 2,891,933        | 2,909      | 994              |
| LA     | Lalitpur                        | Lalitpur       | 977,447          | 5,039      | 194              |
| LK     | Distrito de Lakhimpur Kheri     | Kheri          | 3,200,137        | 7,680      | 417              |
| LU     | Lucknow                         | Lucknow        | 3,681,416        | 2,528      | 1,456            |
| MB     | Mau                             | Mau            | 1,849,294        | 1,713      | 1,080            |
| ME     | Meerut                          | Meerut         | 3,001,636        | 2,522      | 1,190            |
| MG     | Maharajganj                     | Maharajganj    | 2,167,041        | 2,948      | 735              |
| MH     | Mahoba                          | Mahoba         | 708,831          | 2,847      | 249              |
| MI     | Mirzapur                        | Mirzapur       | 2,114,852        | 4,522      | 468              |
| MO     | Moradabad                       | Moradabad      | 3,749,630        | 3,648      | 1,028            |
| MP     | Mainpuri                        | Mainpuri       | 1,592,875        | 2,760      | 577              |
| MT     | Mathura                         | Mathura        | 2,069,578        | 3,333      | 621              |
| MU     | Muzaffarnagar                   | Muzaffarnagar  | 3,541,952        | 4,008      | 884              |
| PI     | Pilibhit                        | Pilibhit       | 1,643,788        | 3,499      | 470              |
| PR     | Pratapgarh                      | Pratapgarh     | 2,727,156        | 3,717      | 734              |
| RA     | Rampur                          | Rampur         | 1,922,450        | 2,367      | 812              |
| RB     | Rae Bareli                      | Rae Bareli     | 2,872,204        | 4,609      | 623              |
| SA     | Saharanpur                      | Saharanpur     | 2,848,152        | 3,689      | 772              |
| SI     | Sitapur                         | Sitapur        | 3,616,510        | 5,743      | 630              |
| SJ     | Shahjahanpur                    | Shahjahanpur   | 2,549,458        | 4,575      | 557              |
| SK     | Distrito de Sant Kabir Nagar    | Khalilabad     | 1,424,500        | 1,442      | 988              |
| SN     | Siddharthnagar                  | Navgarh        | 2,038,598        | 2,751      | 741              |
| SO     | Sonbhadra                       | Robertsganj    | 1,463,468        | 6,788      | 216              |
| SR     | Sant Ravidas Nagar              | Gyanpur        | 1,352,056        | 960        | 1,408            |
| SU     | Sultanpur                       | Sultanpur      | 3,190,926        | 4,436      | 719              |
| SV     | Shravasti                       | Shravasti      | 1,175,428        | 1,126      | 1,044            |
| UN     | Unnao                           | Unnao          | 2,700,426        | 4,558      | 592              |
| VA     | Varanasi                        | Varanasi       | 3,147,927        | 1,578      | 1,995            |

### Bengala Ocidental(WB)
| Código | Distrito    | Capital(ais)  | População (2001) | Área (km²) | Densidade (/km²) |
| ------ | ----------- | ------------- | ---------------- | ---------- | ---------------- |
| BI     | Birbhum     | Suri          | 3,012,546        | 4,545      | 663              |
| BN     | Bankura     | Bankura       | 3,191,822        | 6,882      | 464              |
| BR     | Bardhaman   | Bardhaman     | 6,919,698        | 7,024      | 985              |
| DA     | Darjeeling  | Darjeeling    | 1,605,900        | 3,149      | 510              |
| DJ     | Dinajpur    | Raiganj       | 3,944,471        | 5,363      | 1,009            |
| HG     | Hooghly     | Chinsurah     | 5,040,047        | 3,149      | 1,601            |
| HR     | Howrah      | Howrah        | 4,274,010        | 1,467      | 2,913            |
| JA     | Jalpaguri   | Jalpaiguri    | 3,403,204        | 6,227      | 547              |
| KB     | Cooch Behar | Cooch Behar   | 2,478,280        | 3,387      | 732              |
| KO     | Kolkata     | Kolkata       | 4,580,544        | 185        | 24,760           |
| MA     | Malda       | English Bazar | 3,290,160        | 3,733      | 881              |
| ME     | Midnapur    | Midnapur      | 9,638,473        | 14,081     | 685              |
| MU     | Murshidabad | Berhampore    | 5,863,717        | 5,324      | 1,101            |
| NA     | Nadia       | Krishnanagar  | 4,603,756        | 3,927      | 1,172            |
| PG     | 24 Parganas | Barasat       | 15,839,310       | 14,050     | 5,694            |
| PU     | Purulia     | Purulia       | 2,535,233        | 6,259      | 405              |